# Campanula kastellorizana
Campanula kastellorizana là loài thực vật có hoa trong họ Hoa chuông. Loài này được Carlström mô tả khoa học đầu tiên năm 1986.